# Eusebia (Heilige)
Eusebia († 680 oder 689) war eine Heilige und Äbtissin.
Eusebia war eine Tochter der heiligen Richtrudis und des heiligen Adalbald von Ostrevant. Nach der Ermordung ihres Vaters trat Eusebia mit ihrer Mutter und ihren beiden Schwestern in das von ihrer Mutter gestiftete und als Äbtissin geleitete Benediktinerinnenkloster Marchiennes bei Lille  im Bistum Arras ein. Später wechselte Eusebia zur Erziehung in das heute zu Nordfrankreich gehörende Kloster Hamay in Wandignies-Hamage, wo die Großmutter Adalbalds, die hl. Gertrudis, Äbtissin war. Nach dem Tod Gertrudis im Jahr 655 wurde Eusebia im Alter von nur zwölf Jahren zur Äbtissin gewählt. Auf Grund ihres kindlichen Alters wurde Eusebia vorübergehend von ihrer Mutter aufgenommen. Nachdem sie in das Kloster Hamay zurückgekehrt war, übernahm sie das Amt der Klostervorsteherin, das sie 23 Jahre innehatte. Ihr Leichnam wurde später nach Marchiennes überführt.
Der Festtag der heiligen Eusebia ist der 16. März bzw. der 6. Dezember.